# Damascus Gear: Operation Tokyo
Damascus Gear: Operation Tokyo (также известная в Японии как Damascus Gear: Tokyo Shisen) — компьютерная игра в жанре RPG, разработанная и изданная Arc System Works для PlayStation Vita. Релиз состоялся в 2013 году в Японии. В 2017 году вышел ремейк под названием Damascus Gear: Operation Tokyo — HD Edition для PlayStation 4 и Windows. Игра была портирована на Nintendo Switch в 2018 году.

## Игровой процесс
Damascus Gear: Operation Tokyo поделена на несколько миссий продолжительностью не более 10 минут. Между миссиями игрок может менять своё снаряжение по выбору. Продолжительность игры составляет около 10–15 часов.

## Оценки
| Сводный рейтинг       | Сводный рейтинг            |
| Агрегатор             | Оценка                     |
| --------------------- | -------------------------- |
| Metacritic            | PSV: 59/100 Switch: 58/100 |
| Иноязычные издания    |                            |
| Издание               | Оценка                     |
| Nintendo World Report | 6,5/10                     |

Игра получила смешанные отзывы, согласно сайту-агрегатору Metacritic. Дональд Зериолт из Nintendo World Report критикует игру за плохой сюжет, музыку и звуковое сопровождение, а также за ограниченность дизайнов мех противников, но отмечает и положительные стороны: скорость геймплея и простое управление.